# Dominique Ouattara
Pour les articles homonymes, voir Ouattara et Nouvian.
 (septembre 2022).
L'article doit être relu — et modifié si nécessaire — par des contributeurs indépendants pour apporter un regard critique aux contributions effectuées en violation des conditions d'utilisation de Wikipédia, tant sur la forme (notamment concernant le style encyclopédique, la proportionnalité) que sur le fond (la neutralité de point de vue, la qualité et l'indépendance des sources).
 (juin 2023).
Il peut être nécessaire de l'améliorer pour respecter le principe de neutralité de point de vue. Veuillez consulter la page de discussion pour plus de détails.

Dominique Ouattara, appelée à l'état civil Dominique Claudine Nouvian, née le 16 décembre 1953 à Constantine en Algérie, est une chef d'entreprise ivoirienne d'origine française. Épouse d'Alassane Ouattara, elle est, depuis 2011, Première dame de Côte d'Ivoire. Elle est la présidente de la Fondation Children of Africa.

## Biographie

### Carrière professionnelle
En 1975, à l'âge de 22 ans, Dominique s'installe en Côte d'Ivoire en tant qu'employée de l'ONU. Après cette expérience, elle entame sa carrière dans l'immobilier, prospérant notamment en gérant le patrimoine immobilier du président Félix Houphouët-Boigny. Ses relations professionnelles avec le président Félix Houphouët-Boigny et son homologue gabonais Omar Bongo Ondimba lui permettent de développer l’activité de l’entreprise.
En 1979, elle devient PDG du groupe AICI International. Elle implante, en 1989, AICI en Europe en choisissant la France comme vitrine européenne. Après une première antenne parisienne, AICI poursuit son développement dans le sud de la France, à partir de 1991, notamment à Mougins avec le lancement d’une agence à Cannes. En 1993, un cabinet de gestion de syndic de copropriétés, « Malesherbes Gestion », qui gère plus de 200 immeubles parisiens, complète l’expansion du groupe AICI International. AICI International poursuit son développement en 2001, en s’installant au Gabon puis en 2006 au Burkina Faso.
En parallèle, elle est nommée, en 1996, PDG & CEO d’EJD inc., société qui gère l’Institut Jacques Dessange à Washington. En 1998, elle acquiert les franchises Jacques Dessange aux États-Unis et devient alors PDG de French Beauty Services, qui gère toutes les franchises américaines de la marque.
Dans les années 1990, elle rachète la marque de radio Nostalgie Afrique après avoir rencontré Jean-Noël Tassez. 
D'après plusieurs médias, ses avocats sont Jacqueline Laffont et Pierre Haïk, aussi connus pour être les avocats de Nicolas Sarkozy[réf. nécessaire]. Elle aurait par ailleurs confié la gestion de ses relations avec la presse à l'agence Image 7 d'Anne Méaux (qui avait conseillé François Fillon) et la rédaction de ses discours et sa « communication digitale » à l'agence française Avisa Partners.

### Première dame de Côte d'Ivoire
À la suite de l'élection à la présidence de la République d'Alassane Ouattara, elle cesse ses activités de chef d'entreprises, démissionne de toutes ses fonctions professionnelles et cède les franchises Dessange USA au Groupe Dessange Paris, pour se consacrer exclusivement à sa fonction de Première dame de Côte d’Ivoire et à sa Fondation Children of Africa,.

### Engagements sociaux

#### Fondation Children of Africa
En 1998, elle créé la Fondation Children Of Africa, dont le but est de venir en aide aux enfants africains. La princesse italienne Ira de Fürstenberg en est la marraine. La fondation, qui intervient dans 11 pays d’Afrique et particulièrement en Côte d’Ivoire.
Un des plus importants projets de la fondation est la construction de l'hôpital mère-enfant de Bingerville. La première pierre de l'édifice est posée en 2013. Bâti sur une parcelle de 4,9 hectares, cet hôpital — qui compte 130 lits et places — doit aider à résorber les difficultés d’accès aux soins et contribuer à réduire la mortalité maternelle, néonatale et infantile. Il est inauguré en mars 2018.
Le 7 juin 2018, elle inaugure le centre d’accueil pour enfants en détresse de Soubré. Il s'inscrit dans un projet de la Fondation d'ouvrir trois centres dans des zones stratégiques de la Côte d'Ivoire (Soubré, Bouaké et Ferkessédougou).

#### Travail des enfants
Le 3 novembre 2011, elle est nommée présidente du Comité national de surveillance des actions de lutte contre la traite, l’exploitation et le travail des enfants (CNS), par le président de la république de Côte d'Ivoire. La mission de ce comité est de suivre et d’évaluer les actions du gouvernement en matière de lutte contre l’exploitation des enfants. Les activités du CNS et de ses partenaires conduisent à l’adoption successive de deux plans d’action nationaux (2012-2014 puis 2015-2017) pour réduire de manière significative les pires formes de travail des enfants dans le pays. Le troisième plan se tient de 2017 à 2019. En juillet 2012, le département d'État américain publie son rapport 2012 sur la traite des personnes qui montre la progression de la Côte d’Ivoire en catégorie 2 dans le classement, catégorie des pays qui ne sont pas entièrement conformes aux normes minimales de la loi TVPA, mais qui font des efforts importants dans ce sens.
Elle initie en octobre 2017, à Abidjan, une conférence des Premières dames d’Afrique de l’Ouest et du Sahel, sur le thème de la lutte contre les violences, l’exploitation, la traite et le travail des enfants.

#### Soutien aux femmes
En décembre 2012, elle lance le Fonds d'appui aux femmes de Côte d’Ivoire (FAFCI), pour le financement des micro-projets des femmes. Ce fonds vise à améliorer le revenu des femmes, faciliter leur indépendance financière, renforcer leur capacité entrepreneuriale et lutter contre le chômage. En 2019, plus de 200 000 femmes bénéficient de ce fonds en Côte d’Ivoire. Son capital est de 12 milliards de FCFA.
Grâce notamment à ce fonds, elle reçoit en mars 2016 de la Chambre de commerce américaine le « U.S.-Africa Business Center Outstanding Leaders’ Award ».

#### Ambassadrice de l’ONU-SIDA
Le 18 décembre 2014, elle est nommée ambassadrice spéciale de l’ONUSIDA pour l’élimination de la transmission mère-enfant du VIH et pour la promotion du traitement pédiatrique.

#### Autres
Elle est adhérente de l’Organisation des Premières dames d’Afrique contre le Sida (OPDAS). Elle assiste à diverses réunions dans le cadre de son adhésion, notamment une réunion des Premières dames à Deauville (France), en mai 2011, à Bamako (Mali) en octobre 2011, ou encore lors de la 7e Conférence africaine sur la santé et les droits sexuels à Accra (Ghana en février 2016).
Elle est également adhérente de l’Association Synergie africaine.
La 56e promotion de l’École normale supérieure de Côte-d’Ivoire porte son nom. 

### Vie privée
Issue d'une fratrie de cinq enfants, son père est de confession catholique, sa mère de confession juive, Dominique Ouattara est catholique,,.
Elle a été mariée à Jean Folloroux, professeur d'économie au lycée technique d'Abidjan, avec qui elle a deux enfants. Il meurt en 1983. Leur fils aîné, Loïc Folloroux, fut directeur de la branche africaine du groupe Armajaro Trading Limited, une société spécialisée dans le commerce du cacao et des matières premières, dont il rachète les filiales francophones pour ensuite créer sa propre entreprise. Sa fille, Nathalie Folloroux, est directrice de la programmation chez Canal + International,.
Elle rencontre en 1985 l'homme d'état Alassane Ouattara, vice-gouverneur de la BCEAO à Dakar. Elle l'épouse le 24 août 1991, à la mairie du 16e arrondissement de Paris, entourée d'amis de longue date tels que Jean-Christophe Mitterrand et Martin Bouygues notamment,. Le couple est aussi proche de Nicolas Sarkozy.

### Origine et formation
Dominique Claudine Nouvian est née le 16 décembre 1953 à Constantine, une ville algérienne,. Après un baccalauréat en sciences économiques obtenu en 1972 dans l'académie de Strasbourg en France, elle s’oriente vers les langues et obtient en 1975, un Deug de langues option économie à l’université Paris X. Elle obtient un diplôme d'administrateur de biens à la FNAIM à Paris en 1987. En 1989, elle suit une formation d'expert immobilier à Paris.

## Controverse sur l'utilisation de prête-plume
Dominique Ouattara a fait appel à Avisa Partners pour rédiger de fausses allocutions[Quoi ?] dans les journaux Info-afrique, Intellivoire, Jeune Afrique, La Tribune (dans sa déclinaison africaine) ou sur le site Opinion internationale, et pour publier de faux articles servant sa communication (notamment sur le faux site d'information SOCIALmag),.

## Décorations
|  |

### Intitulés
- Commandeur de l'ordre national ivoirien[43]
- Officier de l'ordre du mérite de la solidarité
- Commandeur de l'ordre national de la Légion d'honneur (France)
- Grand cordon de l'ordre national du mérite (Liban)[44]
- Grand-Croix de l’ordre du mérite (Portugal)[45]

### Distinctions
- 1989 : « présidente d’honneur de la chambre syndicale des agents immobiliers de Côte d’Ivoire » (CSDAIM).
- 2000 : « meilleure femme d’affaires de l’année 2000 », dans le cadre des Leading Women Entrepreneurs of the World[46].
- 2008 : « prix international panafricain 2007-2008 de la meilleure présidente de structure de bienfaisance de l’Afrique de l’Ouest pour ses actions d’éducation, de formation et d’assistance aux enfants déshérités et aux femmes en difficultés »[47].
- 27 mai 2009 à Abidjan : officier de l'ordre du mérite de la solidarité pour ses actions caritatives de secours social et d'assistance humanitaire.
- 2011 : « prix de la Fondation Crans Montana », en collaboration avec l’Unesco et l’Isesco, remis par Irina Bokova, directrice générale de l’Unesco[48],[49].
- 2012 : « prix de la World Cocoa Fondation (WCF)», à Washington D.C, pour son engagement en faveur du bien-être des enfants.
- 2013 : fait partie des « 25 femmes les plus influentes du business en Afrique » selon Jeune Afrique[50].
- 2014 : ambassadrice spéciale de l'ONUSIDA pour l'élimination de la transmission du VIH de la mère à l'enfant.
- 2016 : « US - Africa Business Center Outstanding Leader's » remis par la chambre de commerce américaine pour son engagement et ses actions humanitaires en faveur de l'entrepreneuriat féminin[51].
- 2017 : prix « Global Impact Leadership Awards » remis par le Center of Economic and Leadership Development au siège des Nations Unies à New-York, pour son action en faveur de la lutte contre le travail des enfants et l’autonomisation des femmes[52].
- 2018 : intégration comme membre du HEC Paris Advisory Board pour 4 ans[53].
- 2018 : « prix d'honneur All Africa » pour son engagement en faveur du leadership féminin, concrétisé notamment par les actions sociales qu’elle a initiées dans le cadre de la Fondation Children Of Africa[54] ; en mai, « prix spécial CNP d'excellence » décerné par l'Autorité nationale de la presse (ANP) pour ses appuis en faveur de la presse en Côte d'Ivoire[55].
- 2019 : distinction du Fonds des Nations unies pour la population (UNFPA) pour son action pour la protection des enfants et l'émancipation des Femmes[21].